# Porto de Mós
Porto de Mós is een plaats en gemeente in het Portugese district Leiria.
De gemeente heeft een totale oppervlakte van 264 km² en telde 24.271 inwoners in 2001.

## Plaatsen in de gemeente
- Alcaria
- Alqueidão da Serra
- Alvados
- Arrimal
- Calvaria de Cima
- Juncal
- Mendiga
- Mira de Aire
- Pedreiras
- São Bento
- São João Baptista (Porto de Mós)
- São Pedro (Porto de Mós)
- Serro Ventoso